# Kosmos 211
O Kosmos 211 (em russo: Космос 211) também denominado DS-P1-Yu Nº 12, foi um satélite artificial soviético lançado ao espaço com sucesso no dia 9 de abril de 1968 através de um foguete Kosmos-2I a partir do Cosmódromo de Plesetsk.

## Características
O Kosmos 211 foi o décimo segundo membro da série de satélites DS-P1-Yu e o décimo primeiro lançado com sucesso após o fracasso do lançamento do segundo membro da série. Sua missão era auxiliar sistemas antissatélites e antimíssil soviéticos.
O Kosmos 211 foi injetado em uma órbita inicial de 1574 km de apogeu e 210 km de perigeu, com uma inclinação orbital de 81,9 graus e um período de 102,3 minutos. Reentrou na atmosfera terrestre em 10 de novembro de 1968.